# Charonda Williams
Charonda Williams (Richmond, 27 maart 1987) is een atleet uit de Verenigde Staten van Amerika. Ze is gespecialiseerd in de 200 meter, hoewel ze ook op de 100 meter sprint uitkomt. Ze groeide op in Richmond, Californië, en werd grootgebracht door haar oma.
Williams won in 2012 op de Diamond League op de 200 meter.
Op de Wereldkampioenschappen atletiek 2013 kwam ze op de 200 meter tot een zesde plaats.
- World Athletics: 14324253